# Isla Dirk Hartog
La isla Dirk Hartog (en inglés: Dirk Hartog Island) es una isla frente a la costa de Gascoyne en Australia Occidental, dentro de la bahía Shark que es Patrimonio de la Humanidad. Se trata de un territorio de 80 kilómetros de largo y de entre 3 y 15 kilómetros de ancho que constituye la isla más grande y más occidental de Australia Occidental. Cubre un área de 620 kilómetros cuadrados y está a aproximadamente 850 km al norte de la ciudad australiana de Perth.
La isla fue nombrada Eendrachtsland en honor del buque Eendracht, que la visitó bajo las órdenes del explorador Dirk Hartog en 1616. La isla fue descubierta el 25 de octubre de 1616 por el holandés Dirk Hartog capitán y marino, que perdió el rumbo mientras navegaba en el barco VOC Eendracht en la ruta de Ciudad del Cabo a Batavia (Yakarta). En 1697 el capitán holandés Willem de Vlamingh desembarcó en la isla y descubrió la placa que había dejado Hartog. La sustituye con uno de los suyos e incluye la inscripción de Hartog y mientras tomó parte de la original para llevarla a Ámsterdam, donde aún se conserva en el Rijksmuseum.
En 1801 la isla fue visitada de nuevo, esta vez por una expedición francesa a bordo del Naturaliste dirigido por el capitán Manuel Hamelin.